# اچ‌ام‌وای بزان
اچ‌ام‌وای بزان (به انگلیسی: HMY Bezan) یک کشتی بود که طول آن ۳۴ فوت (۱۰ متر) بود.